# Iridana exquisita
Iridana exquisita là một loài bướm xanh. Nó được tìm thấy ở Tây Phi. Môi trường sống của nó là rừng nhiệt đới.